# Кулиџ (Џорџија)
Кулиџ (Џорџија) (енгл. Coolidge) град је у америчкој савезној држави Џорџија. По попису становништва из 2010. у њему је живело 525 становника.

## Демографија
Према попису становништва из 2010. у граду је живело 525 становника, што је 27 (4,9%) становника мање него 2000. године.
| Група             | 2000.       | 2010.       |
| Белци             | 311 (56,3%) | 246 (46,9%) |
| Афроамериканци    | 226 (40,9%) | 227 (43,2%) |
| Азијати           | 8 (1,4%)    | 8 (1,5%)    |
| Хиспаноамериканци | 10 (1,8%)   | 25 (4,8%)   |
| Укупно            | 552         | 525         |